# 彩虹菊
彩虹菊（学名：Dorotheanthus bellidiformis）为菊科彩虹菊屬下的一个种。